# Friedrich Wilhelm Grandhomme

Friedrich Wilhelm Grandhomme

Friedrich Wilhelm Grandhomme (* 1834; † 1907) war ein deutscher Arzt.
Er stammte aus Usingen, studierte in Göttingen und Würzburg und promovierte im März 1860 in Gießen zum Dr. med.
Ab 1867 war er beratend für die Teerfarbenfabrik Hoechst tätig. 1873 ließ er die erste Krankenstation errichten. 1874 wurde er als Werksarzt angestellt. Er gilt damit als Pionier der Arbeitsmedizin. Ab 1889 war er auch Kreisphysikus in Frankfurt.